# Oshkosh M-ATV
L’Oshkosh M-ATV è un veicolo Mine Resistant Ambush Protected (MRAP) sviluppato dalla Oshkosh Corporation per il programma MRAP All Terrain Vehicle (M-ATV). Destinato a sostituire gli HMMWV M1114, è progettato per fornire, con una mobilità migliorata, gli stessi livelli di protezione dei precedenti MRAP, più grandi e pesanti.

## Storia

### Requisiti e selezione
Nell'estate del 2008, il Dipartimento della Difesa degli Stati Uniti (DoD) ha iniziato a esaminare la possibilità di sviluppare e procurarsi una variante MRAP più leggera e adatta a tutti i terreni per affrontare le strade povere e il terreno difficile dell'Afghanistan. L'attività di selezione della fonte ha considerato le risposte di più di 20 società a una richiesta di informazioni (Rfi) / Indagine di mercato del 21 agosto 2008 ea metà novembre 2008 il governo degli Stati Uniti ha emesso una pre-sollecitazione per un M-ATV. All'inizio di dicembre 2008 è stata emessa la richiesta formale di proposte M-ATV (RFP). Il requisito del programma M-ATV originale era compreso tra 372 e 10.000 veicoli, con la quantità di produzione più probabile indicata come 2.080.
Nel marzo 2009, si è appreso che due su sei diversi tipi di veicoli (da cinque produttori) erano stati consegnati all'esercito americano per due mesi di valutazione, alla conclusione dei quali fino a cinque ID / IQ (Indefinite Delivery / Indefinite Quantity) i contratti sarebbero aggiudicati. Oltre alla proposta di Oshkosh, BAE Systems ha presentato due proposte, queste essendo un progetto derivato da JLTV (Joint Light Tactical Vehicle) e un derivato Caiman basato su FMTV. Force Dynamics (una joint venture Force Protection / General Dynamics Land Systems (GDLS)) ha offerto a Cheetah, GDLS-C (Canada) ha offerto un RG-31 Derivato MRAP e Navistar ha offerto una soluzione basata su MXT.
Dopo che l'RG-31 di GDLS-C è stato eliminato dalla competizione nel maggio 2009, è stato annunciato che i cinque offerenti rimanenti avevano ottenuto contratti ID / IQ e dovevano consegnare tre veicoli di prova pronti per la produzione per la fase successiva della competizione. Al termine dei test, il DoD degli Stati Uniti ha dichiarato di aver pianificato di selezionare un singolo produttore di M-ATV ma potrebbe, a sua discrezione, effettuare ordini di produzione con più produttori come aveva fatto con l'appalto MRAP iniziale. Il 30 giugno 2009, l'aggiudicazione del contratto M-ATV è stata annunciata con un unico contratto ID / IQ a Oshkosh. Generale di brigata Michael Brogan, Corpo dei Marines degli Stati Uniti. Il responsabile del programma MRAP, ha dichiarato che l'Oshkosh M-ATV è stato scelto perché aveva la migliore capacità di sopravvivenza e Oshkosh aveva le migliori capacità tecniche e di produzione di tutti i concorrenti. L'offerta di Oshkosh era anche la seconda più economica.
L'ordine di consegna iniziale M-ATV era valutato oltre $ 1 miliardo e comprendeva 2.244 M-ATV. Il requisito complessivo di M-ATV era aumentato all'inizio di giugno da 2.080 a 5.244 M-ATV, questi si dividevano in 2.598 (Esercito), 1.565 (Marines), 643 (Comando per le operazioni speciali degli Stati Uniti), 280 (Air Force), 65 (Marina), e 93 per il test.

### Produzione e ristrutturazione
Nel luglio 2009 sono stati consegnati i primi 46 M-ATV ea novembre è stato consegnato il millesimo M-ATV. Oshkosh ha raggiunto l'obbligo contrattuale di produrre 1.000 M-ATV al mese prima del previsto nel dicembre 2009, utilizzando i suoi impianti di produzione esistenti a Oshkosh, WI (50%), e facendo uso del suo impianto di movimentazione telescopica JLG colpito dalla recessione a McConnellsburg, PA (50%). I primi veicoli sono arrivati in Afghanistan nell'ottobre 2009 e dovevano essere consegnati tutti entro marzo 2010.
In totale 8.722 M-ATV sono stati consegnati all'esercito degli Stati Uniti, al Corpo dei Marines degli Stati Uniti, all'aeronautica americana e al Comando delle operazioni speciali degli Stati Uniti (SOCOM). Gli M-ATV sono stati consegnati in due varianti principali. Il modello base è designato M1240 con la torretta con equipaggio dell'obbiettivo Gunner Protection Kit [OGPK]; è designato M1240A1 se dotato del kit di miglioramento sottoscocca (UIK). La seconda variante principale è designata M1277 ed è dotata di M153 CROWS Remote Control Arma Station (RCWS). Prodotto in numero minore, la variante specifica per SOCOM è designata M1245; M1245A1 con UIK montato.
Come parte della dismissione complessiva della flotta MRAP, il governo degli Stati Uniti manterrà circa l'80% (circa 7.000) della flotta M-ATV, 5.651 di questi (di cui 250 per SOCOM) saranno trattenuti dall'esercito. Sono attualmente in corso lavori presso la struttura di Oshkosh nel Wisconsin e il Red River Army Depot per ripristinare i circa 7.000 M-ATV mantenuti a uno standard di costruzione comune. Oshkosh si è aggiudicata un contratto iniziale di ripristino M-ATV da 500 veicoli nell'agosto 2014. Tre opzioni di contratto aggiuntive per 100 veicoli ciascuna sono state assegnate nel dicembre 2014. Il valore totale del contratto è superiore a 77 milioni di dollari. Le consegne dovevano continuare fino a settembre 2015.
Ripristina i centri di lavoro sulla restituzione dei veicoli allo standard LRIP (Low Rate Initial Production) 22: essenzialmente lo standard di costruzione per il lotto di produzione M-ATV finale. LRIP 22 include aggiornamenti come l'UIK e il sistema avanzato di estinzione incendi (AFES). Il lavoro di ripristino aggiunge anche proposte di modifica ingegneristica (ECP) che includono riduzione della firma acustica (silenziatore), deposito di munizioni MARS (Modular Ammunition Restraint System) e trasferimento di alcune apparecchiature fornite dal governo (GFE).
Il 28 maggio 2015, Oshkosh ha annunciato che l'esercito americano gli aveva assegnato una modifica al contratto per il ripristino di 360 M-ATV aggiuntivi. La modifica include opzioni per il ripristino di un massimo di 1.440 M-ATV aggiuntivi. Le consegne per questa ultima modifica sono iniziate nell'ottobre 2015. Oshkosh ha un contratto per ripristinare un totale di 1.160 M-ATV con un valore totale di oltre $ 115 milioni.
Nel gennaio 2017, il Corpo dei Marines degli Stati Uniti ha rivelato che avrebbe aggiornato e rinnovato circa 80 M-ATV per un periodo di cinque mesi, il lavoro programmato per richiedere da tre a quattro settimane per ogni M-ATV e un costo di circa $ 385.000 per veicolo, con entrambi Marine e Air Force M-ATV coinvolti. La principale differenza tra i due servizi M-ATV è l'armamento; Gli M-ATV dell'Air Force sono dotati di una CROWS (Common Remotely Operated Weapon Station), mentre gli M-ATV marini sono dotati di una torretta manuale OGPK (Objective Gunner Protection Kit).

### Sviluppi
Alla convention 2013 dell'Association for Unmanned Vehicle Systems International (AUVSI), Oshkosh ha annunciato l'integrazione del sistema TerraMax sull'M-ATV per consentire la conversione del tipo in un veicolo terrestre senza pilota. L'obiettivo è utilizzare l'M-ATV come piattaforma senza equipaggio per le missioni di sgombero del percorso e contro gli ordigni esplosivi improvvisati (IED) da parte degli ingegneri.
Oshkosh Defense ha presentato la variante M-ATV Extended Wheel Base Medical (EXM) all'International Defence Exhibition and Conference (IDEX) 2015 (22-26 febbraio) ad Abu Dhabi, negli Emirati Arabi Uniti. Questa variante dell'M-ATV ha una capacità interna sufficiente per trasportare simultaneamente due pazienti legati alla lettiera, due pazienti ambulatoriali, un medico, un comandante e un conducente. La configurazione interna personalizzabile dell'M-ATV EXM consente inoltre di accedere rapidamente alle apparecchiature da parte di un medico posizionato centralmente.
Nel febbraio 2015, Oshkosh Defense e Alliant Techsystems hanno condotto una dimostrazione di tiro del cannone a catena M230LF da 30 mm su un M-ATV per dimostrare la fattibilità e l'efficacia di un sistema d'arma di medio calibro per veicoli tattici leggeri. La dimostrazione di fuoco dal vivo ha mostrato una maggiore precisione negli impegni mobili e una migliore letalità sull'M-ATV utilizzando la pistola, montata sull'R400S-Mk2, una stazione armata remota stabilizzata a 3 assi che pesa meno di 400 kg (880 libbre). L'aggiunta del M230LF da 72,6 kg (160 lb) stabilizzato sull'RWS fornisce una letalità mobile precisa, solitamente riservata ai veicoli da combattimento più pesanti, con eccezionale mobilità fuoristrada e livelli di protezione MRAP.
L'M-ATV si è dimostrato più resistente dell'Humvee ed era più leggero di altre versioni MRAP, ma per migliorare ulteriormente la sopravvivenza e la mobilità per le truppe, l'esercito statunitense ha intrapreso il programma Joint Light Tactical Vehicle (JLTV) per ottenere un veicolo che combina leggerezza, mobilità e protezione. Nell'agosto 2015, Oshkosh si è aggiudicata il contratto per il suo veicolo tattico da combattimento leggero All-Terrain (L-ATV), che ha preso lezioni di design dal mettere in campo l'M-ATV e li ha incorporati in un camion a due terzi del peso e con un più veloce velocità su strada.
Nel 2018, il Corpo dei Marines stava implementando un C-UAS (Counter-Unmanned Aerial System) che può essere montato su un M-ATV. Il sistema Counter-UAS di difesa aerea a terra (GBAD) è costituito dal radar in banda S RPS-42, dal sistema di guerra elettronica Modi, dai sensori visivi e dall'UAV anti-drone Raytheon Coyote per rilevare, tracciare e distruggere i droni ostili.

## Design
Uno dei primi modelli di M-ATV nel settembre 2009, dotato di una torretta con equipaggio
L'M-ATV combina un Plasan progettato blindato scafo sviluppato per la Northrop Grumman proposta di fase / Oshkosh JLTV lo sviluppo tecnologico (TD)  con alcuni elementi della sostituzione medio Veicolo Tattico (MTVR) telaio e di Oshkosh TAK-4 sospensione sistema. La sospensione TAK-4 è a molla elicoidale e completamente indipendente e offre 16 pollici di escursione della ruota.
Per la sopravvivenza, e oltre allo scafo a forma di V ottimizzato per la protezione IED, altri aiuti includono la possibilità di portare un giro di 7,62 mm al sistema olio motore / refrigerante / idraulico e continuare a guidare per almeno un chilometro. Anche il vano motore è protetto dal sistema antincendio del motore Stat-X. Un sistema centrale di gonfiaggio degli pneumatici (CTIS) e inserti run-flat consentono all'M-ATV di viaggiare per almeno 30 miglia a 50 mph anche se due pneumatici perdono pressione. L'M-ATV dispone anche di un sistema di controllo della trazione e freni antibloccaggio .
L'armamento è montato sul tetto e può essere azionato manualmente o a distanza. Opzioni manuali includono un fucile M240 macchina, un Mk 19, una mitragliatrice M2 Browning, un MILANO missile anti-tank guidato, o un BGM-71 TOW missile anti-tank guidato lanciatore. L'opzione remota è solitamente la CROWS (Common Remotely Operated Weapon Station), tuttavia, come accennato in precedenza, Oshkosh ha anche montato a scopo dimostrativo l'R400S-Mk2, una stazione armata remota stabilizzata a 3 assi .
Altre caratteristiche dell'M-ATV includono un sistema HVAC e prese di corrente per la ricarica di dispositivi elettronici portatili. L'M-ATV è anche unico tra i modelli di tipo MRAP in quanto utilizza portiere incernierate posteriormente.

## Esportazioni
L'esercito degli Emirati Arabi Uniti ha inizialmente ordinato 55 M-ATV tramite una vendita FMS nel 2011. Gli Emirati Arabi Uniti hanno ordinato altri 750 M-ATV direttamente da Oshkosh nel luglio 2012. Questi sono per fornire una maggiore mobilità fuoristrada e protezione dell'equipaggio per la sicurezza e la pace nella regione. Operazioni di mantenimento; gli utenti includono l'élite Presidential Guard. Le consegne sono state completate nell'agosto 2013. Nel settembre 2014 gli EAU hanno chiesto altri 44 M-ATV dalle scorte in eccedenza degli Stati Uniti.
Nel settembre 2013, l'esercito dell'Arabia Saudita ha avviato i negoziati per un ordine per un numero non divulgato di M-ATV. Arabia Saudita ha ricevuto una stima di 450 M-ATV comprese alcune varianti con passo esteso.
Il 7 aprile 2014, il governo degli Stati Uniti ha donato 162 M-ATV all'esercito croato da utilizzare in operazioni di combattimento su piccola scala in ambienti urbani e ristretti. Quindici M-ATV andranno al comando delle forze speciali croate (SFCOM), cinque saranno con il comando di supporto (SCOM), due con il reggimento di polizia militare e 78 saranno entrati in servizio con l'esercito croato nel 2015, con altri 62 a seguire nel 2016 per il 1º Battaglione della Brigata delle Guardie Motorizzate a Gospic.
Nel gennaio 2015, è stato riferito che gli Stati Uniti avrebbero donato 308 veicoli Mine Resistant Ambush Protected (MRAP) all'Uzbekistan nell'ambito del programma Excess Defense Articles. I totali richiesti includono 159 M-ATV con UIK, più 50 Maxxpro Plus, 20 MaxxPro recovery, 50 BAE RG-33L CAT II e 70 Cougar CAT 1 (W / ISS (65); W / O ISS 5) veicoli.
Nel febbraio 2015, è stato reso noto che gli Stati Uniti fornivano 20 M-ATV alle forze di pace dell'Unione africana (UA) in Somalia. Questi M-ATV sostituiranno i vecchi veicoli Casspir vintage degli anni '80.
Il 25 febbraio 2015, le forze speciali polacche hanno ricevuto 45 M-ATV. La cerimonia di consegna si è svolta a Cracovia, in Polonia e l'ambasciatore statunitense in Polonia Stephen D. Mull ha partecipato all'evento. La consegna dei veicoli MRAP è stata effettuata nell'ambito del programma Excess Defense Articles, il modo standard in cui l'esercito americano fornisce attrezzature in eccesso agli alleati.
Nel giugno 2016, le fotografie rilasciate dal Ministero della Difesa iracheno mostravano M-ATV con unità delle Forze per le operazioni speciali irachene (ISOF) (note anche come Servizio antiterrorismo (CTS)) che avanzavano verso nord per l'operazione di riconquista della città di Mosul occupata dallo Stato Islamico.

## Varianti
Oshkosh aveva precedentemente annunciato l'aggiunta di varianti designate alla famiglia M-ATV nell'aprile 2014. La gamma si è evoluta da allora, le attuali cinque varianti annunciate a maggio 2016.
Le cinque varianti attuali sono:
- M-ATV special force - 5 posti con vano di carico protetto. Peso in ordine di marcia: 31.467 lb (14.273 kg); carico utile: 5.500 lb (2.495 kg).
- M-ATV Assault - posti a sedere modulari per un massimo di 11. Peso a vuoto: 35.450 lb (16.080 kg); carico utile: 4.400 lb (1.996 kg). Interasse allungato.
- M-ATV Engineer - posti a sedere modulari da 5 a 11. Peso in ordine di marcia: 15.978 kg (35.225 lb); Carico utile: 4.400 lb (1.996 kg). Predisposto per rullo sminatore. Interasse allungato.
- M-ATV Command - 5 posti. Peso in ordine di marcia: 35.128 lb (15.934 kg); carico utile: 4.400 lb (1.996 kg). Interasse allungato.
- M-ATV Utility - 5 posti. Peso a vuoto con carburante: 29.344 lb (13.310 kg); carico utile: 7.000 lb (3.181 kg). Piattaforma piana con fissaggi angolari ISO-lock. Interasse allungato.

### Dimostratore di tecnologia 6 × 6
Nell'ottobre 2015, Oshkosh ha presentato un dimostratore tecnologico a ruote 6 × 6 M-ATV. Il veicolo è stato progettato con un volume interno maggiore per trasportare 3 membri dell'equipaggio e 8-12 truppe e per avere una maggiore capacità di carico utile pur mantenendo la protezione a livello MRAP e la mobilità fuoristrada, combinando le sospensioni indipendenti TAK-4 e gli M-ATV 6 × 6 sterzatura integrale per manovrabilità su qualsiasi terreno. La velocità massima è di 65 mph (105 km / h) con un profilo di durata delle sospensioni fuoristrada del 70% / 30% su strada. Ha un peso a vuoto di 21 tonnellate (42.000 lb o 19.000 kg), una capacità di carico utile di 12.000 lb (5.400 kg) e lo stesso raggio di sterzata della versione 4x4.

## Utilizzatori
- Bahrein

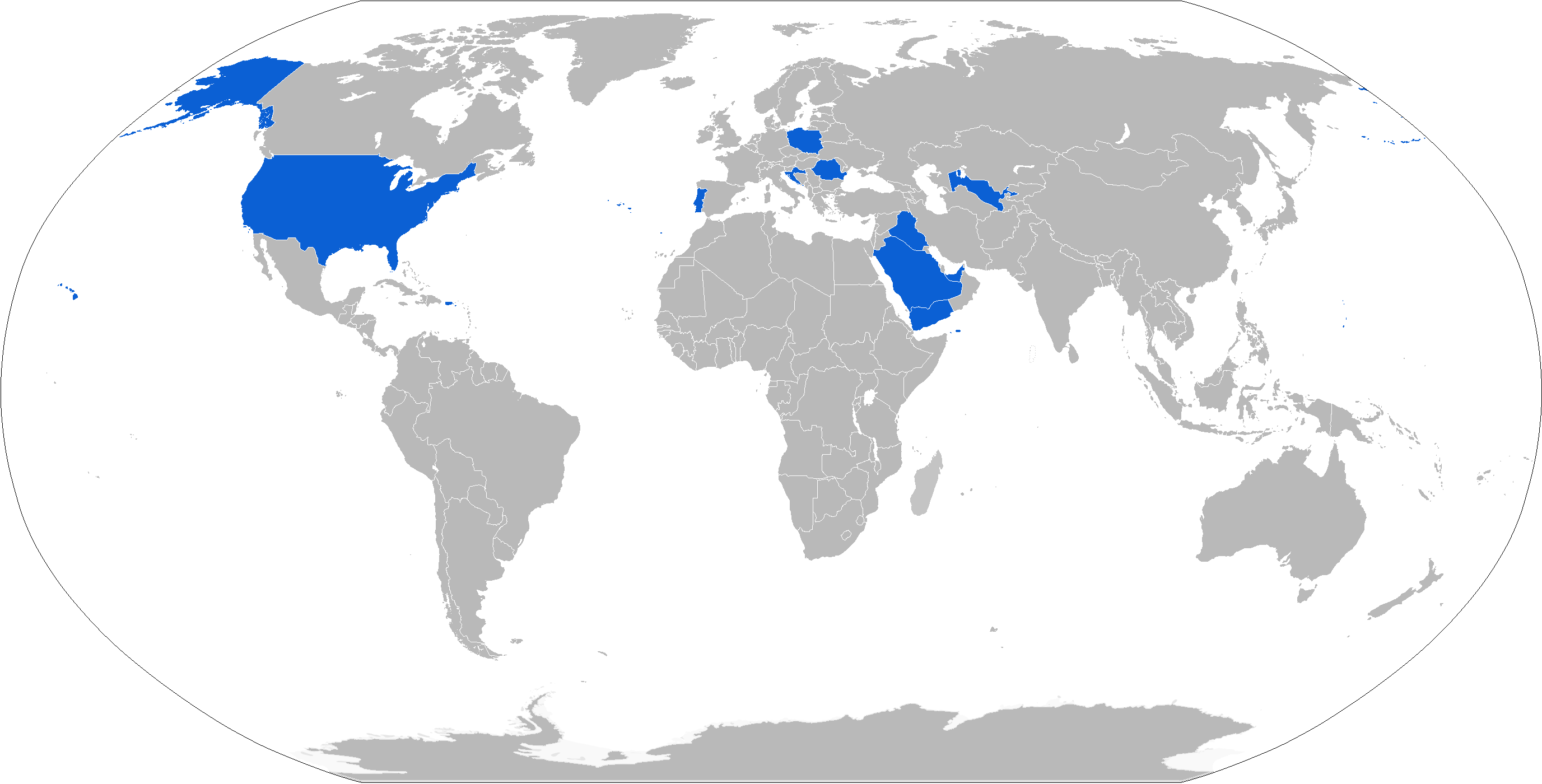
Mappa degli utilizzatori di M-ATV a giugno 2016

- Croazia: 147 con l'esercito e 15 con le forze speciali a partire dal 2016
- Ungheria
- Iraq
- Polonia: 45 nel 2016
- Portogallo: 22 veicoli utilizzati in Afghanistan
- Arabia Saudita: 160 nel 2016
- Emirati Arabi Uniti: 750 nel 2016
- Stati Uniti: 5.651 nell'esercito e 704 nell'USMC nel 2016
- Uzbekistan
- Yemen: Prova dell'uso da entrambe le parti nel conflitto in corso.
- Macedonia del Nord: 56 veicoli da trasporto di fanteria e 96 veicoli tattici leggeri congiunti, donazione degli Stati Uniti a partire dal 2019